# ایرینا زولوتووا
ایرینا لئونیدونا زولوتووا (ارمنی: Իրինա Լեոնիդովնա Զոլոտովա؛ انگلیسی: Irina Zolotova زادهٔ ۱۴ ژوئن ۱۹۴۷) آهنگساز موسیقی‌شناس، کارشناس علوم پرورشی و عضو هیئت علمی اوکراینی‌تبار اهل ارمنستان است.

## زندگی‌نامه
وی در ۱۴ ژوئن ۱۹۴۷ ‏در دنیپرو به دنیا آمد و از کنسرواتوار سن پترزبورگ و آکادمی ملی موسیقی آ.و. نژدانووا اودسا فارغ‌التحصیل گشت. وی همسر روبن سارگسیان می‌باشد. وی عضو اتحادیه آهنگسازان اتحاد شوروی و اتحادیه آهنگسازان ارمنستان بوده است. همچنین برندهٔ جوایزی همچون چهره فرهنگی شایسته جمهوری ارمنستان (۲۰۲۲) شده است.

## نگارخانه

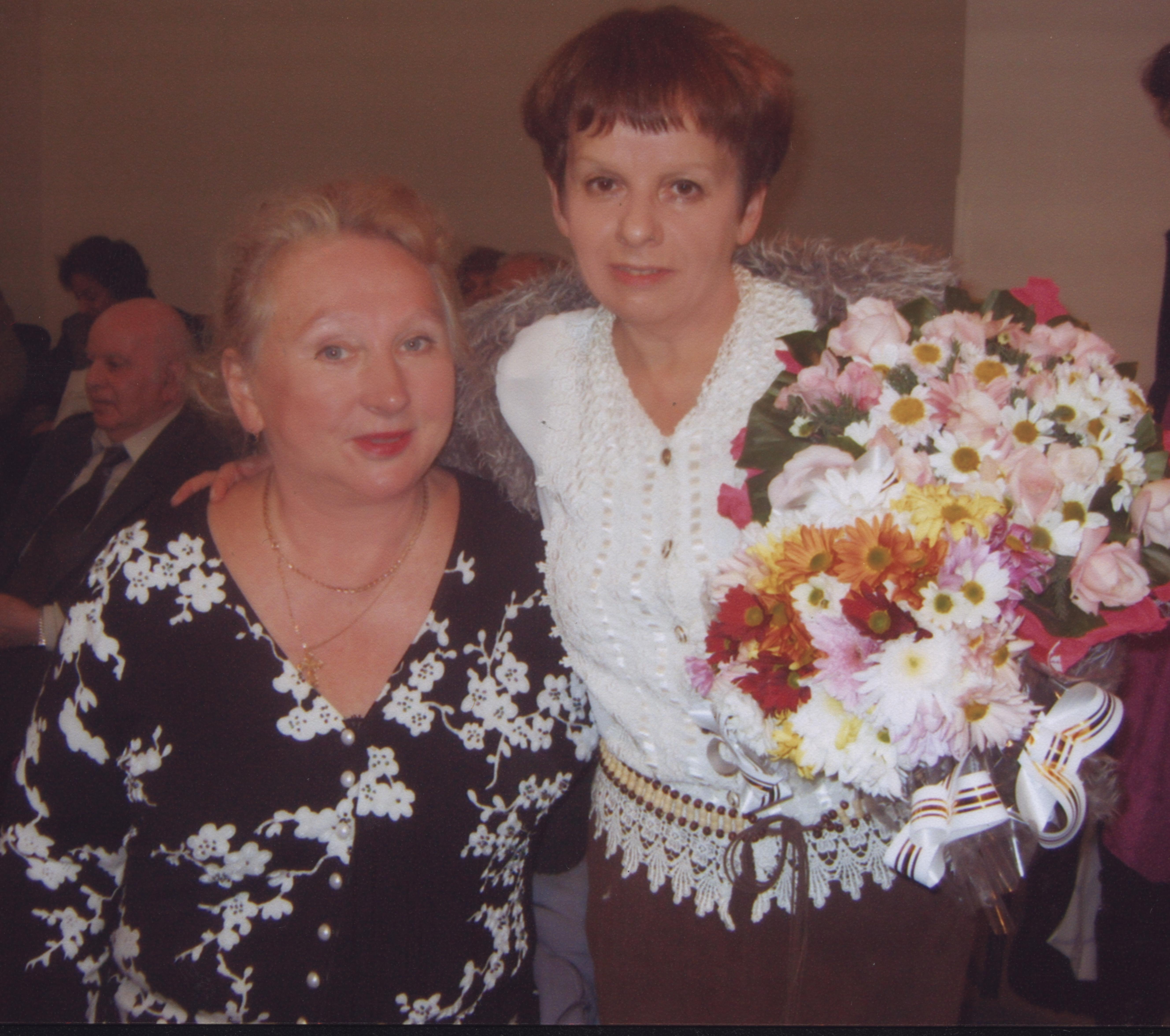
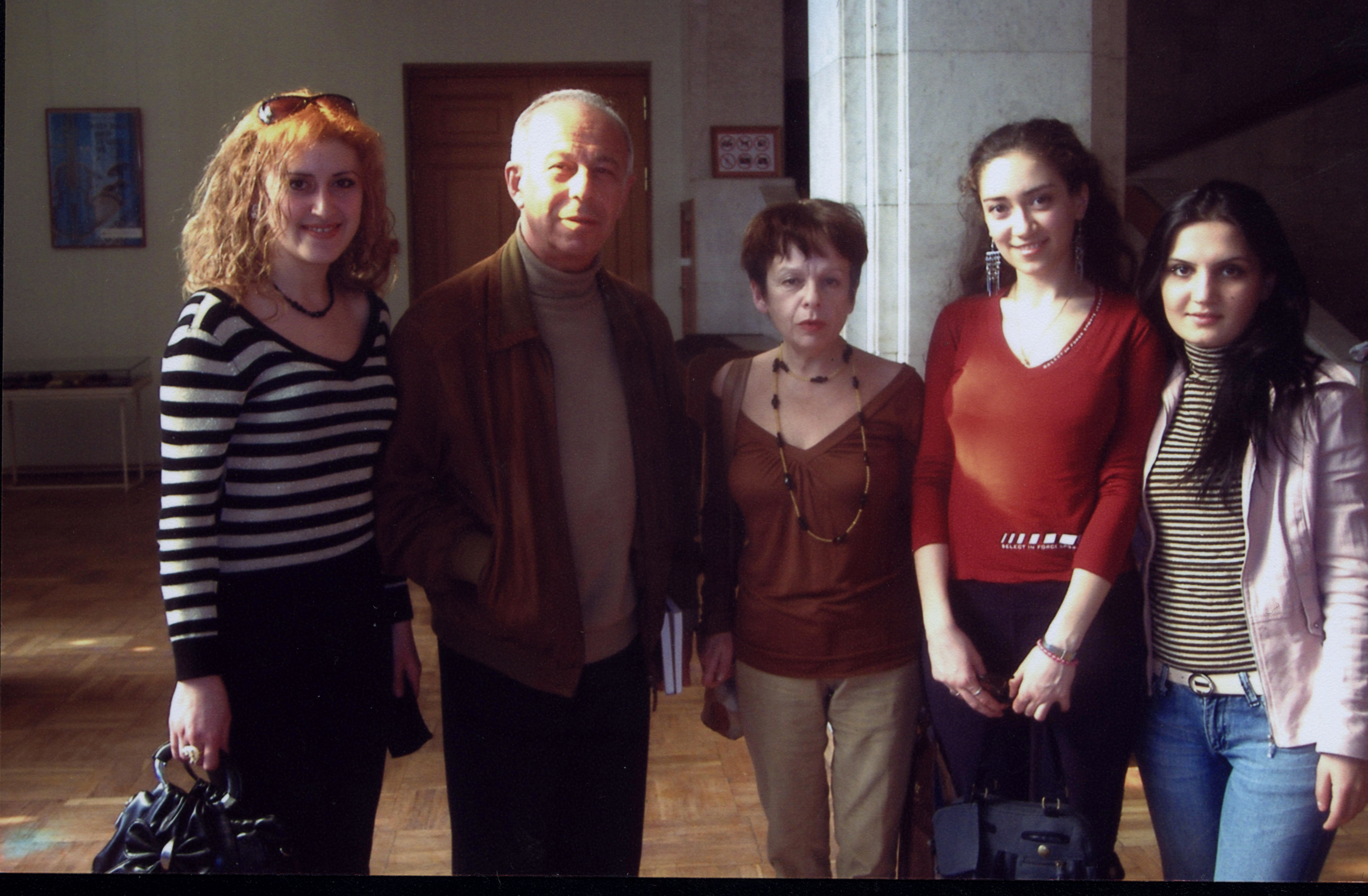
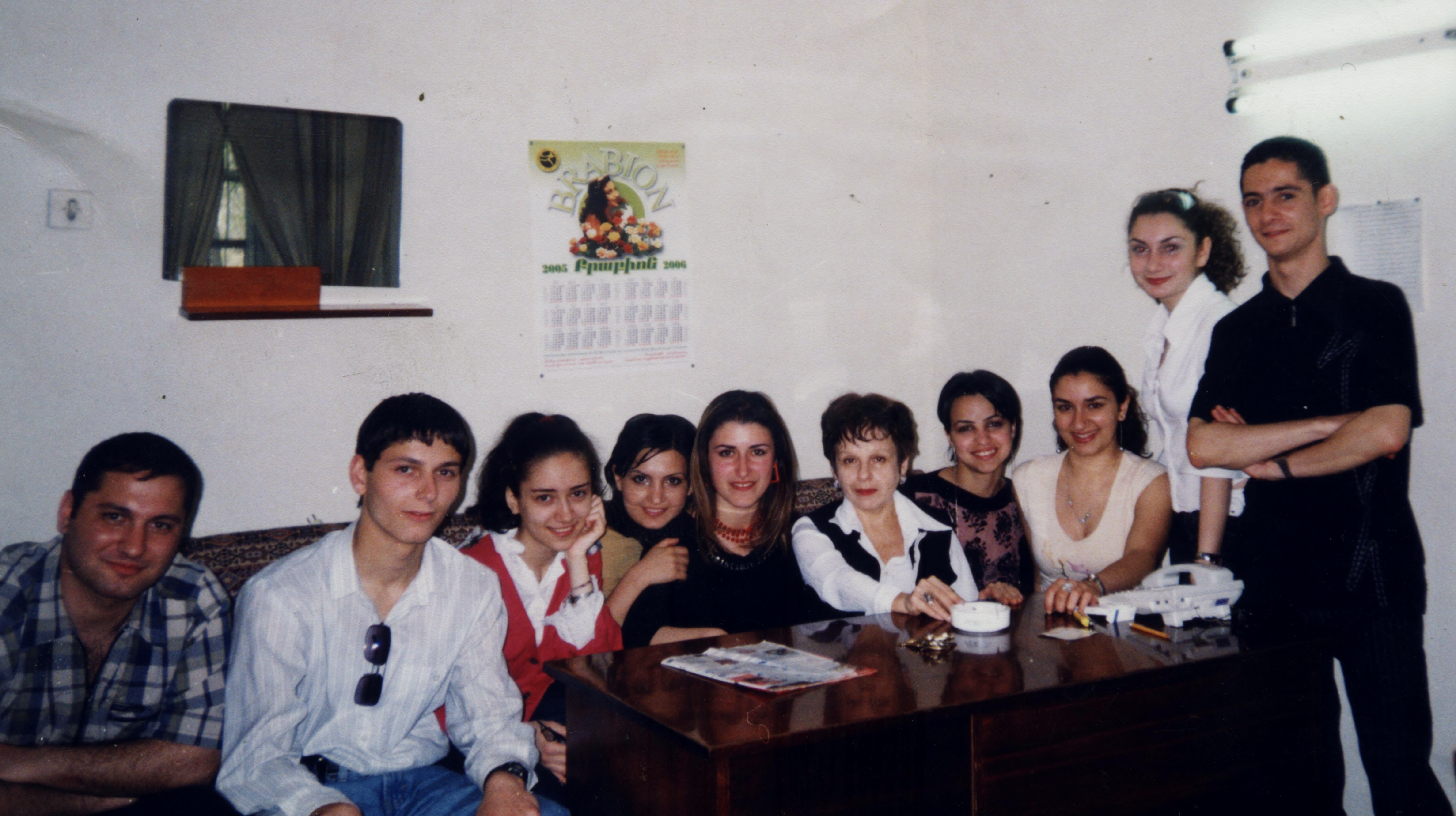